# Nicolas Laframboise
Nicolas Laframboise (Saint-Jean-sur-Richelieu, 10 aprile 2000) è uno snowboarder canadese, specializzato in slopestyle e big air.

## Biografia
Originario di Saint-Jean-sur-Richelieu e attivo a livello internazionale dal febbraio 2017, Nicolas Laframboise ha debuttato in Coppa del Mondo l'11 novembre dello stesso anno, giungendo 47º nel big air di Milano. Il novembre 2018 ha ottenuto il suo primo podio, nonché la sua prima vittoria, nel massimo circuito, imponendosi nella stessa disciplina a Modena.
In carriera non ha mai debuttato né ai Giochi olimpici invernali, né ai Campionati mondiali di snowboard.

## Palmarès

### Coppa del Mondo
- Miglior piazzamento nella Coppa del Mondo di freestyle: 6º nel 2020
- Miglior piazzamento nella Coppa del Mondo di big air: 2º nel 2020
- Miglior piazzamento nella Coppa del Mondo di slopestyle: 35º nel 2020
- 3 podi:
  - 1 vittoria
  - 1 secondo posto
  - 1 terzo posto

#### Coppa del Mondo - vittorie
| Data            | Luogo  | Paese  | Disciplina |
| --------------- | ------ | ------ | ---------- |
| 2 novembre 2019 | Modena | Italia | BA         |

Legenda:

BA = big air